# Сиганос, Манолис
Мано́лис Сигано́с (греч. Μανώλης Σιγανός) 1904—1972) — греческий политический деятель, член руководства Коммунистической партии Греции. Участник антифашистского Сопротивления, командир II бригады I корпуса Народно-освободительной армии Греции (ЭЛАС) в Афинах.

## Молодость
Манолис Сиганос родился в селе Скалани, расположенном в 11 км от города Ираклион.
Отец, Яннис Сиганос, происходил из семьи помещиков села Крица, мать, Эвантия Массару, происходила из знатной семьи Агиоса Николаоса.
Манолис был первым из 5 детей семьи.
Он учился в начальной школе в Скалани, а затем в гимназии в Ираклионе, после чего, в 1922 году, поступил на медицинский факультет Афинского университета.
Его студенческие годы пришлись на бурное десятилетие в политической жизни страны.
В этих условиях и находясь в гуще событий, Сиганос принял участие в студенческом и рабочем движении и вступил в компартию Греции.
В 1925 году его мать умерла от туберкулёза и он поклялся стать фтизиатром (врачом специализирующемся на туберкулёзе).
Он получил диплом врача 20 декабря 1929 года.
С установлением диктатуры генерала И. Метаксаса (4 августа 1936 года) и будучи функционером компартии, Сиганос был арестован.
Он был сослан на пустынные острова Эгейского моря, после чего, в феврале 1937 года был переведен в крепость-тюрьму Акронафплия города Нафплион.
Рассматриваемый властями как один из основных деятелей компартии, он, вместе с другими 33 видными коммунистами, был заключён в камеру изоляции Ε’, с тем чтобы они не входили в контакт с остальными 600 заключёнными.
Вместе с ним в этой камере находились Яннис Иоаннидис, Κ. Теос, К. Лулес, А. Дзимас, П. Корнарос, М. Порфирогенис, Х.Паганас и другие видные деятели партии.
В этой камере он находился с 8 марта 1938 года по 23 апреля 1941 года, когда заключённые коммунисты были переданы охраной тюрьмы вступившим в Нафплион немецким войскам.

## Сопротивление
Роль Сиганоса в качестве врача была неоценимой для заключённых, поскольку он был единственным врачом специализировавшимся на туберкулёзе, а в условиях Акронафплии туберкулёз стал самой распространённой болезнью заключённых.
Он заботился о больных не только как врач, но и организовал отправку в туберкулёзные санатории 5 групп заключённых.
За полгода до начала оккупации, в октябре 1940 года, Сиганос способствовал бегству из тюремного туберкулёзного диспансера «Сотирия» члена ЦК компартии Г. Эллинудиса.
Уже в годы оккупации, с одной из этих групп и будучи уже и сам больным туберкулёзом, он был отправлен 9 мая 1942 года в санаторий Петра Олимпа. Многие заключённые бежали отсюда, включая будущих деятелей Сопротивления Н. Плумбидиса, Теоса, Барзотаса, Я. Иоаннидиса.
Сиганос был организатором побега 12 коммунистов-туберкулёзников.
Побег состоялся 14 июля 1942 года. Вместе с коммунистами бежал и охранявший их жандарм.
Сиганос добрался до Афин.
С лета 1943 года отмечается его участие в деятельности Организации охраны народной борьбы (греч. Οργάνωση Περιφρούρησης Λαϊκού Αγώνα-ОПЛА).
По сегодняшний день деятельность этой всегреческой организации окутана пеплом таинственности. В силу того, что кроме превентивных мер против гестапо и других секретных служб оккупационных властей, деятельность ОПЛА была направлена в против греческих коллаборационистов и спекулянтов, правые круги в Греции характеризуют деятельность этой организации террористической и кровавой.
Характерен почерк организации. На двери будущей жертвы организации краской рисовались часы со стрелками, наведенными на без десяти двенадцать.
Если греческий коллаборационист или спекулянт игнорировал предупреждение, вторым шагом было устное предупреждение, а третьим — убийство.
Отмечено участие Сиганоса в терроризировании и убийствах спекулянтов продовольствием, а также портовых чиновников, изымавших деньги у тех из евреев, которые пытались покинуть страну морем.
В дальнейшем Сиганос возглавил II городскую бригаду I корпуса Народно-освободительной армии Греции (ЭЛАС).
К началу 1944 года городские отряды ЭЛАС практически контролировали пригороды Афин, что выделяло на тот момент греческую столицу на фоне других оккупированных столиц Европы.
Оккупационные войска совершали налёты в пригороды, как правило в дневное время суток.
Восхищённый борьбой афинян французский эллинист Роже Милльекс писал, что Афины являлись «столицей европейского Сопротивления».
К июню 1944 года немцы почти ежедневно и поочерёдно совершали налёты и облавы в пригородах и рабочих кварталах Афин.
Направляясь на подпольную встречу, для подготовки отражения налёта на городской район Калитея, Сиганос попал в засаду немецких войск, был ранен и бежал.
Однако затем был остановлен коллаборационистами из батальонов безопасности, у которых его рана вызвала подозрения, и был передан немцам.
После сверки его отпечатков пальцев с архивом Центральной охранки оккупационные власти уже знали, с кем имеют дело.

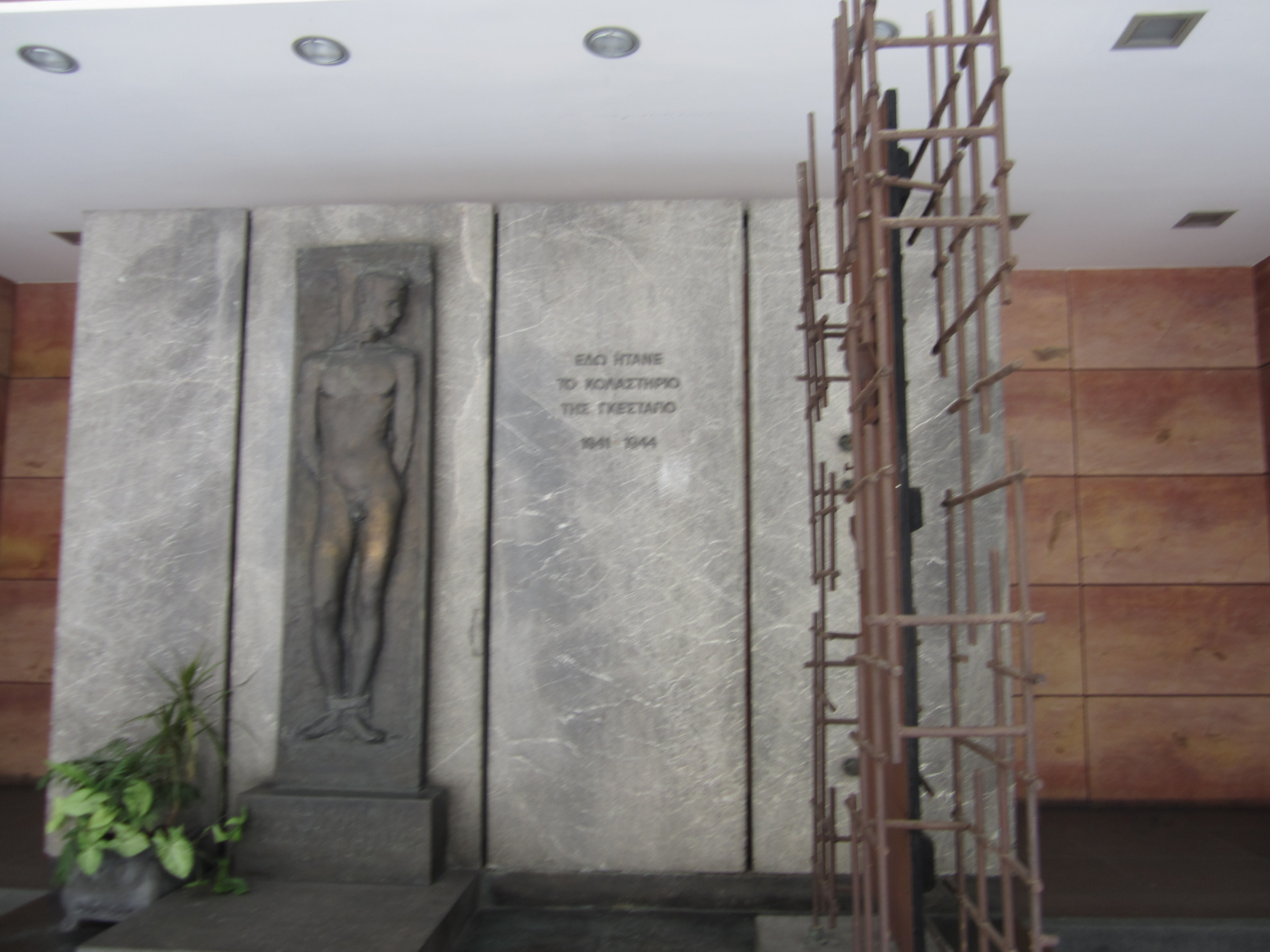
Вход в отделение гестапо по улице Мерлин в Афинах, сегодня

Он подвергся пыткам в отделении Гестапо по улице Мерлин.
Он был приговорён к смерти, первым в списке 10 заключённых. Приговор был озвучен в субботу и должен был быть приведен к исполнению в понедельник (немцы не расстреливали в воскресенье).
Он бежал в ночь на воскресенье.
К октябрю 1944 года он возглавил 6-ю дивизию ЭЛАС в Восточной Македонии.
Сразу по освобождении страны силами ЭЛАС Сиганос стал секретарём в министерстве сельского хозяйства в правительстве национального единства.
После начала декабрьских боёв в Афинах, где городские отряды ЭЛАС противостояли британской армии, Сиганос был в составе делегации ЭАМ — ЭЛАС, на переговорах 29 декабря 1944 года, в присутствии британского премьера Черчилля:231.

## Гражданская война
После декабрьских событий, в январе 1945 года, компартия Греции пошла на подписание Варкизского соглашения, полагая что это приведёт к примирению в стране.
Однако разоружение частей ЭЛАС, которое было одним из условий соглашения, в действительности привело к разгулу т. н. Белого террора, ставшего прелюдией гражданской войны (1946—1949).
Сразу после Варкизского соглашения руководство компартией возглавил освобождённый из немецкого концлагеря Дахау довоенный генсек партии Н. Захриадис.
Учитывая опыт Сиганоса в ОПЛА, его природную смелость и силу, а также его навыки врача, политбюро компартии назначило его своего рода телохранителем генсека.
По совместительству он также сопровождал первую жену генсека, чешку Маню Захариаду, и его сына Кира.
В 1947 году Сиганос сопровождал Н. Захариадиса в Прагу.
В разгар гражданской войны Сиганос был отправлен на Крит, в качестве ответственного от Демократической армии.
Он был арестован в районе города Ретимнон в начале 1949 года.
Подвергся пыткам и был приговорён к смерти.

## Кефалиния
После окончания Гражданской войны (октябрь 1949) Сиганос последовательно был заключённым ряда греческих тюрем и концлагерей.
Он был заключённым на острове Кефалиния, когда остров в июне 1953 года подвергся разрушительному землетрясению.
В то время как жандармы охраны разбежались по своим сёлам спасать своих близких, заключённые коммунисты, включая приговорённых к смерти, вышли за колючую проволоку, но не бежали, а стали оказывать помощь раненным и оказавшимся в завалах жителям.
Врачи М. Сиганос, С. Канавос и С. Синтихакис, и студенты медицинских факультетов развернули одеяла во дворе лагеря и оказывали помощь пострадавшим, не располагая при этом практически никакими средствами (раны промывались морской водой).
Обстановка в этом импровизированном госпитале стала улучшаться, когда стали поступать медикаменты с кораблей, включая корабли недавно созданного Израиля. На руках Сиганоса умер героический пекарь, который продолжал поставлять заключённым и раненным хлеб, несмотря на полученные им при землетрясении ожоги.

## Последние годы
Сиганос был освобождён в 1954 по состоянию здоровья, вновь арестован и вновь освобождён по состоянию здоровья в 1963 году.
Согласно свидетельству сына Н. Захариадиса, Иосифа, Сиганос некоторое время находился в Москве, передавая через Иосифа чувства любви и преданности бывшему генсеку партии, сосланного советскими властями в Сургут.
С установлением в стране военного режима чёрных полковников (1967) и несмотря на проблемы с сердцем, Сиганос был отправлен в концлагеря на остров Ярос, а затем на остров Лерос.
После освобождения в 1972 году, Сиганос умер от инфаркта на лавочке в парке при Выставочном зале «Заппион».